# Montes Aorangi

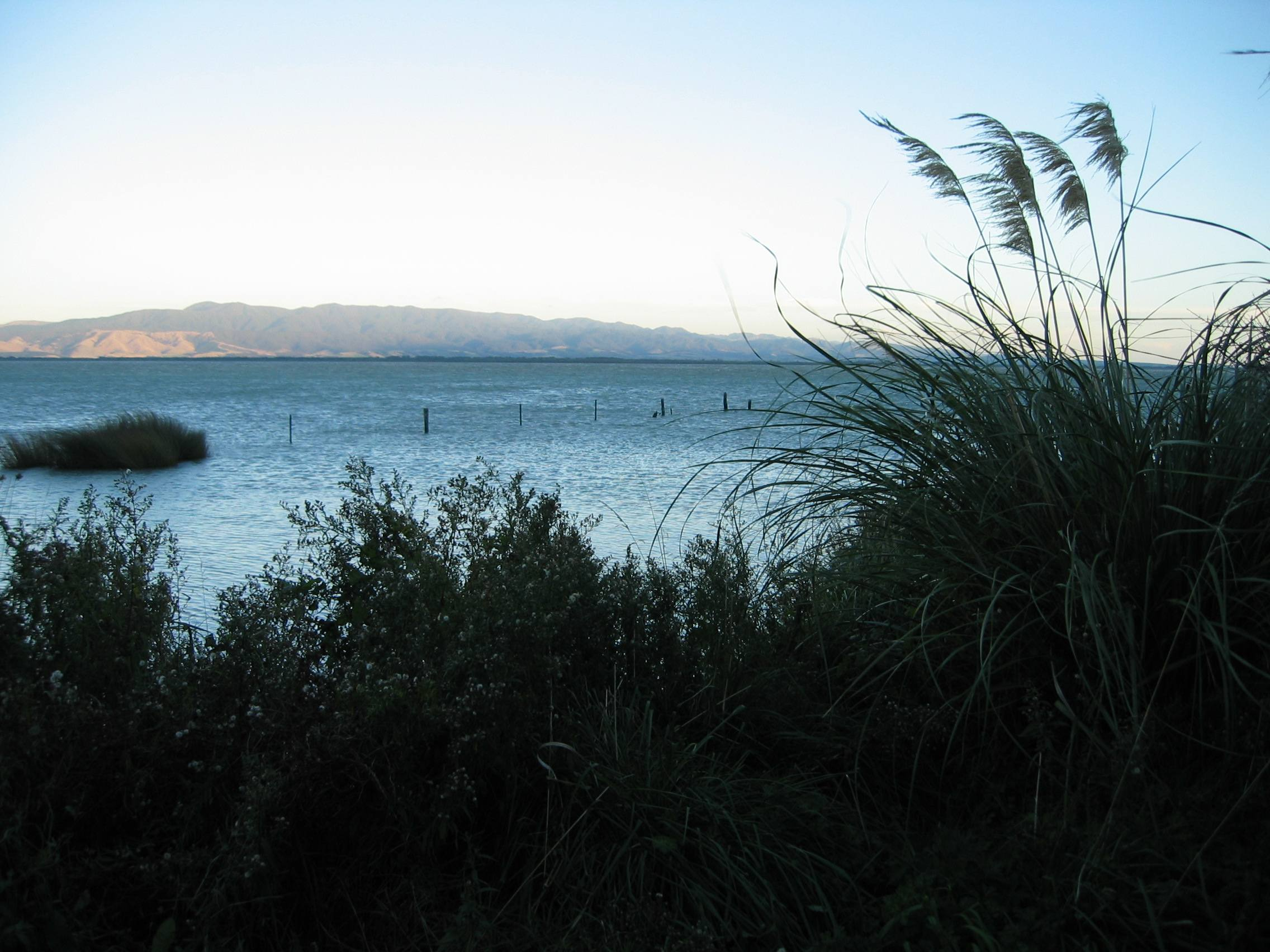
Montes Aorangi e lago Wairarapa

Os Montes Aorangi, também conhecidos como montes Haurangi (em inglês: Aorangi Range), são uma pequena cordilheira no sudeste de Wairarapa, e a mais meridional da Ilha Norte da Nova Zelândia. Ele se estende de cabo Palliser em direção norte por mais de 20 quilômetros. A maioria dessas montanhas é coberta com floresta nativa protegida e reservada para uso público de recreio, como parte do Parque Florestal Aorangi.